# 実体二元論

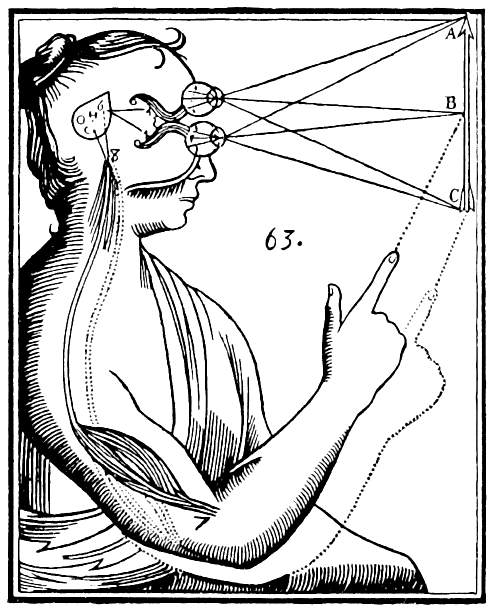
実体二元論の代表例であるデカルト二元論の説明図。デカルトは松果腺において独立した実体である精神と身体が相互作用するとした。1641年の著作『省察』より。

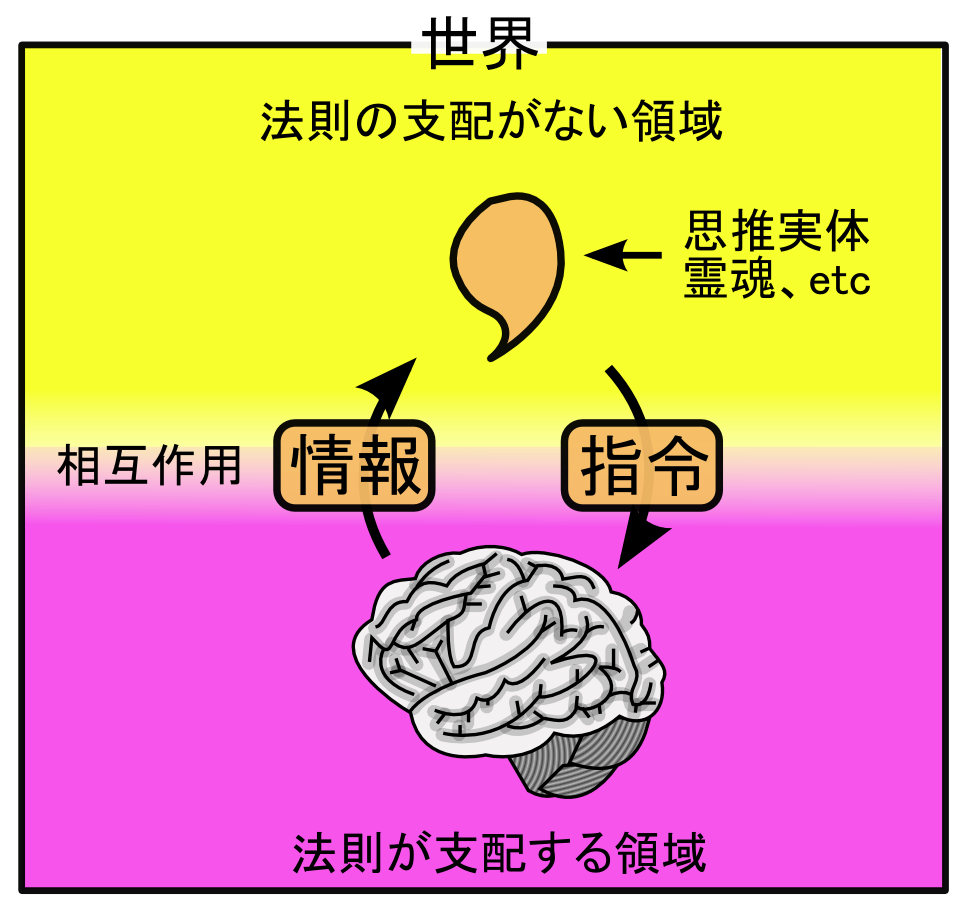
実体二元論の概念図。実体二元論は思推実体、魂、精神など様々な名前で呼ばれる、能動性をもった非物質的な実体の存在を仮定する。この実体は脳から情報を受け取り、脳に指令を返す。このモデルは時に心に関する管制塔モデルである、という風にも表現される。

デカルトが精神の座だと考えた松果腺（赤色で示す）。脳のほぼ中央に位置し、視床（濃い茶色で示す）の背中側で、左右の視床体に挟み込まれるようにして存在する。

実体二元論（じったいにげんろん、英: Substance dualism）とは、心身問題に関する形而上学的な立場のひとつで、この世界にはモノとココロという本質的に異なる独立した二つの実体がある、とする考え方。ここで言う実体とは他の何にも依らずそれだけで独立して存在しうるものの事を言い、つまりは脳が無くとも心はある、とする考え方を表す。ただ実体二元論という一つのはっきりとした理論があるわけではなく、一般に次の二つの特徴を併せ持つような考え方が実体二元論と呼ばれる。
1. この世界には、肉体や物質といった物理的実体とは別に、魂や霊魂、自我や精神、また時に意識、などと呼ばれる能動性を持った心的実体がある。
2. そして心的な機能の一部（例えば思考や判断など）は物質とは別のこの心的実体が担っている

実体二元論は心身二元論、物心二元論、霊肉二元論、古典的二元論などとも言われる。単に二元論とだけ表現されることもある
西洋では歴史を遡れば古代ギリシアのプラトンまで遡ることができるが、特に代表的だと見なされているのは17世紀の哲学者デカルトの二元論である。
実体二元論は歴史的・通俗的には非常にポピュラーな考えではあるが、現代の専門家たちの間でこの理論を支持するものはほとんどいない。
ただし、ペンローズ、ハメロフ、エックルズ、ベック、治部、保江などによって二元論の発展形や改良型とも言えるような量子脳理論が唱えられている。
また思想家の吉本隆明は、精神と脳という言葉を用いているからといってそれを即「二元論」と捉えて批判していること自体に自然科学や還元論が内に含んでいる方法論上の問題がある、といった内容の指摘をしている。

## 歴史
紀元前4世紀の古代ギリシャの哲学者プラトンは、著作『パイドン』の中で、死はソーマ（肉体）からのプシュケー（いのち、心、霊魂）の分離であり、そして分離したプシュケーは永遠に不滅であるとした。不滅であることのひとつの理由として、プシュケーは部分を持たない、とした。つまり何かを破壊するためにはそれを部分に分けなければならないが、プシュケーには部分がないのだからそれは分けることができない、すなわち破壊不可能である、と論じた。そして不滅であることのもうひとつの理由として、物事の状態は互いに逆の状態からもたらされる、ということを挙げた。生きているとはソーマとプシュケーが一つになっていることであり、死はその反対、ソーマとプシュケーとの分離であるとした。
こうしたプラトンの説も「二元論だ」とするのが従来の定説であった。（ただし、「二元論」とする従来の定説は大きな間違いで、プラトンの説の内容は「場の理論」であると、学者による緻密な研究によって近年指摘されている。）
17世紀のフランスの哲学者ルネ・デカルトは「我思う、ゆえに我あり」という表現を掲げつつ二元論を唱えた。デカルトは、空間的広がりを持つ思考できない延長実体（いわゆる物質、ラ：res extensa）と、思考することができる空間的広がりを持たない思惟実体（いわゆる心、ラ：res cogitans）の二つの実体があるとし、これらが互いに独立して存在しうるものとした。この考えはデカルト二元論（Cartesian dualism）と呼ばれ、デカルトのこの説がしばしば実体二元論の代表的なものとして扱われている。
歴史的に直近に、実体二元論を唱えた人物としては、20世紀のオーストラリアの神経生理学者ジョン・エックルズが有名である。エックルズはしばしば、「最後の二元論者」などと呼ばれている。

## 問題点
デカルト的な二元論は、近・現代の自然科学の哲学的な基礎を作ったが、同時に自然科学が発展するにつれ、徐々に支持されなくなっていった。機械論が普及するにつれ、この世界で生起している現象はすべて力学で説明できるはず、とする考えが自然科学者らの間で広く受け入れられてゆき、デカルト的な二元論は理論的に難がある、と考えられるようになっていった。
デカルトは「松果体において、物質と精神が相互作用する」としたのである。しかし仮にこうした相互作用があるとするならば、脳において力学の説明していないことが起きている、としなければならなくなる。
この相互作用の問題は、デカルトが理論を提出した当初にすでに指摘されていたが、力学が発展し機械論的な見解が普及していくなかで、大きな問題点とされてゆくようになった。ガリレイ・ニュートン以後に発展した機械論的世界観と整合性を持たない、と考えられたからである。（その後の歴史を辿ると、機械論は、力学の自然科学内部での位置づけが低下したり、全体論や有機体論からの批判によって難点が露呈し不人気となってしまったが）そのかわり、現代では物理主義を採用して、その立場からデカルトの説の難点を指摘する人もいる。
実体二元論で問題となるのは、ひとつにはデカルトの考え方はカテゴリーミステイクではないか、という点である。またひとつには因果と関わる問題である。物質と精神を完全に別の二つの実体とすると、両者の間の関係を考える必要が出てくる。また「精神が物質に命令を与える」とする考え方は、1980年代に行われた自発的な運動にともなう準備電位の前後関係に関する実験結果を見ると説得力を失う。

### ライルによる指摘
1949年、イギリスの哲学者ギルバート・ライルは、著作"The Concept of Mind"（邦訳：『心の概念』）において、実体二元論を概念上の混乱として批判した。ライルは脳とは別に、実体としての精神を措定するデカルト的な二元論を、機械の中の幽霊のドグマ（en:Ghost in the machine）と呼び、カテゴリー・ミステイクという概念上の混乱によってもたらされた誤りであるとした。

### デネットによる指摘
アメリカの哲学者ダニエル・デネットは、1992年の著作 "Consciousness Explained"（邦訳『解明される意識』）の中で、「因果的閉鎖性を破るような心身の相互作用はもしそうしたものがあるとすれば、エネルギー保存則をやぶることになる」と説明した。 またデネットは『仮に脳内のどこかで、今まで静止していたものが、何の物理的な力も受けずに突然動き出したり、また今まで動いていたものが、何の力も受けずに突然静止したりするなら、そこではエネルギー保存則がやぶれている。だから、非物質的な精神が物理的なものに影響を及ぼすという考えは、物理学の法則と矛盾するものであり、「考えただけでコップを宙に浮かすことが出来る」といったサイコキネシスや超能力の実在を主張するのと何も変わりない』と説明した。

### ひとつの自己に関する問題点
実体二元論では一人の人が、または一つの脳が、分割できないひとつの精神を持つとする。しかしこうした分割不可能な一つの精神、という考えは実際の様々な病気や臨床例を見ていくと、それらと整合的に理解していくことは難しい。以下、そうした点について説明する。

#### 高次脳機能障害
実体二元論においては、思考、判断、言語機能といった高次の精神機能は、物質的な脳ではなく、非物理的な精神によってになわれるとした。これはデカルトが述べた、精神を持たない人間、の話を見てみると分かるが、デカルトは精神を持たない人間は、ごく単純な反応しか返すことが出来ず、様々な場面での適切な振る舞い（礼儀作法など）は行えないだろう、と考えていた。つまり人間の持つ様々な高次機能は、非物理的な精神が一手に引き受けている、という捉え方をしていた。
しかし神経科学や医療現場で、様々な臨床例が集まり始めるにつれ、人間の高次機能に対するそうした単純な考え方は、徐々に維持するのが難しくなっていった。それは人間の持つ様々な高次機能が、選択的に破壊されることが分かってきたからである。例えば、耳は聞こえ、言葉を口にすることも出来るのに、人の話を理解することが出来なくなる事例や（ウェルニッケ失語：ウェルニッケ野を中心とする領域の損傷で引き起こされる）、また古いことは覚えているのに、新しいことを覚える能力が失われる例（前向性健忘：海馬を中心とする側頭葉内側部の損傷で引き起こされる）など、脳の部分部分の障害が、人間の持つ高次機能の一部だけを選択的に失わせていくような例が、多数調べられ、情報として蓄積されてきた。脳機能局在論なども参照のこと。

### 唯脳論を超える近年の諸見解
エベン・アレグザンダー　
2012年10月、脳神経外科医であるエベン・アレグザンダーは「死後の世界は存在する」と発言した。かつては一元論者で死後の世界を否定していた人物であったが、脳の病に侵され入院中に臨死体験を経験して回復した。退院後、体験中の脳の状態を徹底的に調査した結果、昏睡状態にあった7日間、脳の大部分は機能を停止していたことを確認した。そしてあらゆる可能性を検討した結果、「あれは死後の世界に間違いない」と判断して、自分の体験から「脳それ自体は意識を作り出さないのでは？」との仮説を立てている。
サム・パーニア
2013年、蘇生医療の専門家で「死後体験」の研究者であるサム・パーニア博士は脳波停止して蘇生した患者に停止後に意識が存続していた患者が複数いた事がわかり「意識は脳とは別個の 存在なのかもしれません」と語った。
ジム・タッカー　
精神医学のジム・タッカー博士は「物理法則を超える何かが在る、物理世界とは別の空間に意識の要素が存在するに違いない。その意識は単に脳に植え付けられたものではない。宇宙全般を見る際に全く別の理解が必要になって来るだろう」との仮説を立てている。

#### 保江邦夫の見解
数理物理学・量子力学・脳科学・金融工学者である保江邦夫は場の量子論ではゼロ点エネルギーの総和が計算上無限大になるという発散の問題をくりこみ理論によって回避しているものの、点状の粒子という従来の物理学上の矛盾は内包している。それに対して素領域理論では、粒子は最小領域（泡）の中で惹起されると捉えるのでその矛盾は生じず、また個々の粒子に対応する場を無限に想定する必要もなく、それぞれの泡の固有振動数の違い（鋳型）よって異なる粒子が惹起されると捉える。故にミクロからマクロのスケールにまで適応される統一場理論であり、超弦理論よりもはるかに時代を先駆けていたのが素領域理論なのであると述べている。素領域というビールの泡の外と内はどのような構造になっているのか？　保江は「泡の内側は素粒子で構成される物質の世界であるのに対して、外側は非物質で、ライプニッツのいうモナド（単一）のような絶対無限の世界。そこは完全調和なので何も起こらない。あるとき完全調和に崩れ（ゆらぎ）が起きたことによって泡が発生し、それぞれの泡の鋳型に応じた素粒子・物質が生まれるのです。そして人間が肉体の死を迎えると非物質の魂となって元の素領域（泡の外＝霊界）に溶けていくんです」と述べている。

### イアン・スティーヴンソンによる調査
転生を扱った学術的研究の代表的な例としては、超心理学研究者・精神科教授のイアン・スティーヴンソンによる調査がある。スティーブンソンは1961年にインドでフィールドワークを行い、いくつかの事例を信頼性の高いものであると判断し、前世の記憶が研究テーマたり得ることを確信した。多くは2～4歳で前世について語り始め、5～7歳くらいになると話をしなくなるという。日本の前世ブームの前世少女のような思春期の事例やシャーリー・マクレーンのような大人の事例は、成長過程で得た情報を無意識に物語として再構築している可能性を鑑みて重視せず、2～8歳を対象とした。前世を記憶する子供たち』では、子どもの12の典型例を考察している。竹倉史人は、スティーヴンソンの立場は科学者としての客観的なもので、方法論も学術的であり、1966年の『生まれ変わりを思わせる二十の事例』は、いくつかの権威ある医学専門誌からも好意的に迎えられたと説明している。赤坂寛雄は、スティーブンソンは生まれ変わり信仰に肯定的であり、むしろ一連の前世研究は、前世や生まれ変わりが事実であることを証明しようという執拗な意思によって支えられているかのように見えると述べている。
スティーブンソンの前世研究は、世界的発明家チェスター・カールソンがパトロンとして支え、子どもたちが語る前世の記憶の真偽を客観的・実証的に研究する The Division of Perceptual Studies（DOPS)がヴァージニア大学医学部に創設された。死後100万ドルの遺産がスティーヴンソンが属するヴァージニア大学に寄付され、現在もDOPSで前世研究が続けられ、2600超の事例が収集されている。DOPSの調査データを分析した中部大学教授・ヴァージニア大学客員教授の大門正幸によると、収集された事例のうち、前世に該当すると思われる人物が見つかったのは72.9％、前世で非業の死を遂げたとされるものは67.4％である。懐疑主義者の団体サイコップの創設メンバーであるカール・セーガンは、生まれ変わりは信じないが、「まじめに調べてみるだけの価値がある」と評した。

### 量子脳理論
ケンブリッジ大学の数学者ロジャー・ペンローズとアリゾナ大学のスチュワート・ハメロフは、意識は何らかの量子過程から生じてくると推測している。ペンローズらの「Orch OR 理論」によれば、意識はニューロンを単位として生じてくるのではなく、微小管と呼ばれる量子過程が起こりやすい構造から生じる。この理論に対しては、現在では懐疑的に考えられているが生物学上の様々な現象が量子論を応用することで説明可能な点から少しずつ立証されていて20年前から唱えられてきたこの説を根本的に否定できた人はいないとハメロフは主張している。
臨死体験の関連性について以下のように推測している。「脳で生まれる意識は宇宙世界で生まれる素粒子より小さい物質であり、重力・空間・時間にとわれない性質を持つため、通常は脳に納まっている」が「体験者の心臓が止まると、意識は脳から出て拡散する。そこで体験者が蘇生した場合は意識は脳に戻り、体験者が蘇生しなければ意識情報は宇宙に在り続ける」あるいは「別の生命体と結び付いて生まれ変わるのかもしれない。」と述べている。

### 神学・宗教哲学
イギリスの哲学者リチャード・スウィンバーン（en:Richard Swinburne）は、いくつかの思考実験と帰納推論に関する原則を導入することで、実体二元論を擁護している。

#### サム・パルニアの見解
英国の医師、サム・パルニア氏（Sam Parnia）は、魂の存在を科学的に実証することを試みた。パルニア氏は、天井の近くに一つの板を吊り上げ、その板の上に小さな物体を置いた。この物体が何であるかは、パルニア氏のみが知っている。もし亡くなった人の魂が天井まで漂い浮かび上がることができるならば、魂は物体を見ることができる、という仕組みだ。パルニア氏は、この方法で100人の患者に実験を行った。そのうち、救急蘇生で生き返った7人が全員、板の上に置いてある物体を正しく認識していたという。これによって、魂は確かに存在し、肉体から離れて存在できると同氏は言う。魂は漂うことができ、移動することができ、生命のもう一種の存在形式であると結論づけている。

### 疎外論と幻想論
日本の思想家吉本隆明は、観念論や唯物論の対立を乗り越えるために、疎外論を用いた心身二元論を展開している。疎外とは、そこから派生するがそこには還元されないと言う意味である。意識は身体がないと発生しないが、脳のような身体の部分部分には還元できない。生命体の身体は、機械のように要素や各部分に分解して、また組み立てなおすことはできない。分解したら死んでしまい、意識は消え、生命体ではなくなってしまうからである。要素性ではなく、身体的な全体性こそが生命現象や意識の本質なのである。よって、身体と精神は相対的に自立していると考えている。霊魂や生命エネルギー（ジークムント・フロイトの概念でいうエス）は、デカルトの二元論のように大脳や松果腺のような部分や器官に集中して偏在しているのではなく、生物のすべての細胞にまんべんなく存在するものである。だから脳死しても他の器官が活動し続けると言う現象も起こるのであり、死とは瞬間的な現象ではなく、すべての細胞が死滅するまでの段階的な過程なのである。
意識と身体は、炎とロウソクの関係に似ている。ロウソク（燃える物）が存在しないと炎は生まれないが、炎という燃焼現象はロウソクには還元されない。よって、いくらロウソクを調べたところで炎という燃焼現象の本質は理解されない。炎はロウソクから疎外された現象なのである。
吉本は、すべての生命体を〈原生的疎外〉と呼び、自然から疎外されたものであるから、自然科学的には心的現象やエスは観察できないと述べている。エスや心的現象とはもともと物質ではないのである。しかし、自然科学的に観察できないからと言って、存在しないわけではないし、オカルト的なものでもない。文学や芸術が自然科学的に説明できないにもかかわらず、確実に存在するのと同じである。心身二元論を自然科学者が否定するのは当然であり、エスや心的現象はもともと自然科学的カテゴリーではないからである。物理的現象ではないために、因果的閉鎖性など最初から考える必要がないのである。脳の動きが物理的な作用によらずに動き始めたら超能力だと言うが、生命とはもともとそういうものであり、無生物がなにも物理的な力を加えずに動き始めたら確かに超能力だが、生命体が自分の意思で自分自身の身体を動かす分にはなんの矛盾も問題もない。自分の意思で自分の身体を動かすことができるから生物なのである。
心的現象とは自然科学的に〈観察〉するのではなく、文学や芸術のように人文科学的に〈了解〉することによって初めて出現するのである。吉本は心的現象とは〈幻想〉であり、自然科学では取り扱えないために、幻想は幻想として取り扱わなくてはならないと指摘している。脳科学や神経学の発達で、知覚の問題は説明できるかもしれないが、人間の持つ感想、解釈、意味付与、価値観、審美眼の問題は説明できないのと同じである。